# 八十島祭
八十島祭（やそしままつり/やそじままつり/やそじまのまつり、八十嶋祭/八十島神祭）は、平安時代から鎌倉時代に天皇の即位儀礼の一環として難波津で行われた祭祀。現在は廃絶している。

## 概要
新しい天皇の即位の際、大嘗祭を行なった翌年に難波津にて斎行された、かつての即位儀礼の1つである。「八十島」とは日本の国土（大八洲）を指すとされる。史料上初見は嘉祥3年（850年）9月の文徳天皇即位時の祭で、鎌倉時代の元仁元年（1224年）12月の後堀河天皇即位時の祭まで計22回が確認されている（うち1回は大嘗祭の前年に八十島祭を斎行）。
祭儀の規定は『延喜式』巻3（臨時祭）八十島神祭条に見えるほか、祭儀の次第は『江家次第』に詳述されている。それによれば、新天皇の乳母の内侍司典侍が必ず祭使に任命され、それに神祇官官人・御巫・生島巫らが従い、一行は難波津に赴く。そして祭使は祭場の祭壇で天皇の衣の入った箱を開き、これを琴の音に合わせて揺り動かしたのち、最後には祭物を海に投じる次第であった。祭の目的は諸説あるが、生島巫が参加することから生島神・足島神（宮中で生島巫が常時奉斎した神々）が主神であったとする説が有力視される。その説の中では、国土の神格化である生島神・足島神の2神を祀ることにより、国土の神霊を天皇の衣に付着（招魂）させて天皇の身体に取り入れ、天皇の国土支配権の裏付けを企図する祭祀であったとされる。その後時が下るにつれて祭りの性格は次第に変化し、中宮使・東宮使も参加するようになったほか、女性らによる華美な行列で下向するようになり、二条天皇の祭の時には平清盛の娘が祭使となって豪華な行列が形成されたという。

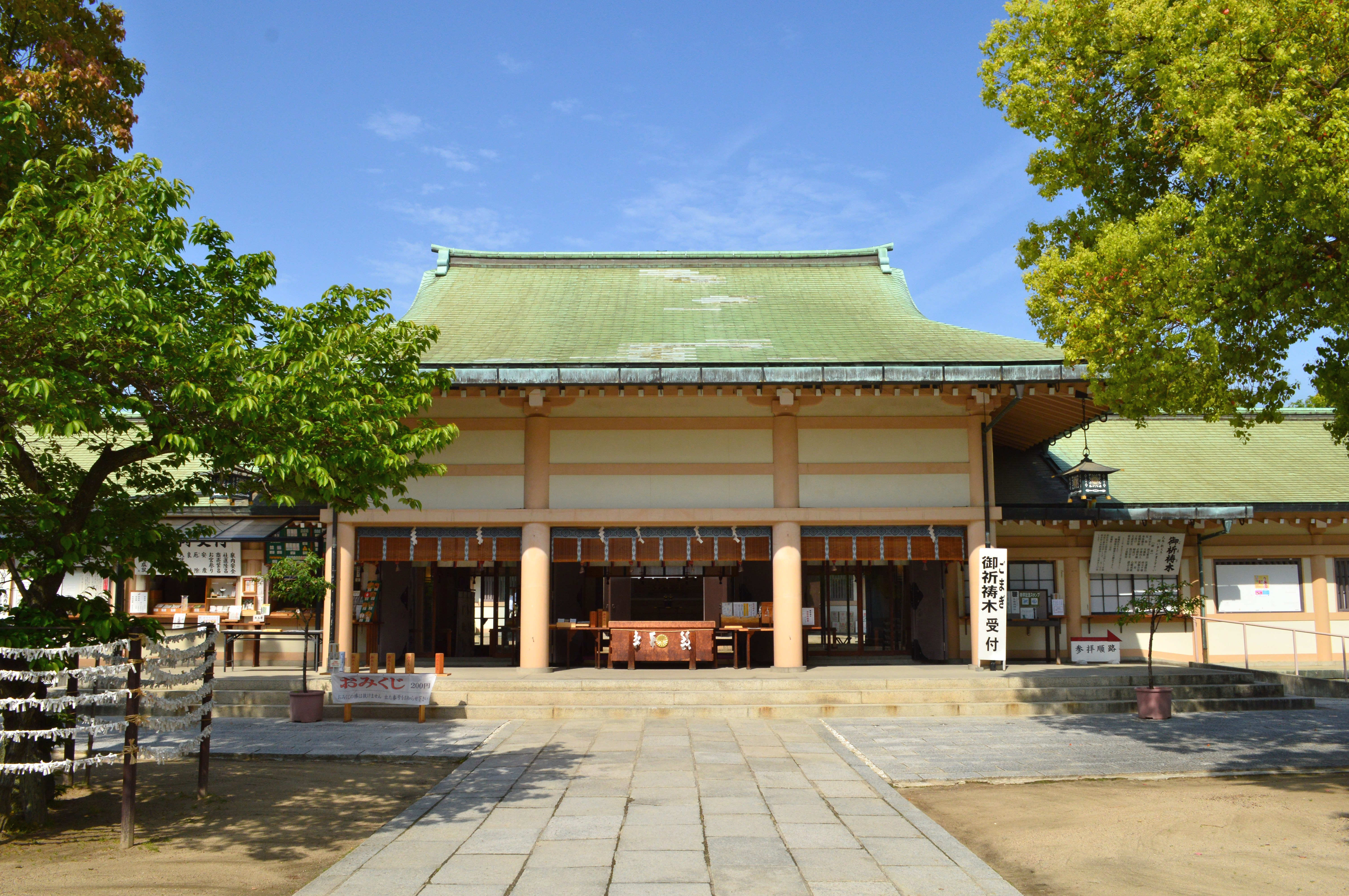
生國魂神社（大阪府大阪市）生島神・足島神を祭神に祀る。

祭場とされた難波津では生島神・足島神を祀る生國魂神社の鎮座が知られ、八十島祭との関連性が指摘される。また『延喜式』によれば、八十島祭では難波の地主神たる住吉神四座（住吉大社）・大依羅神四座（大依羅神社）・海神二座（不詳）・垂水神二座（垂水神社）・住道神二座（中臣須牟地神社）にも幣帛が供えられる規定であった。このうち特に住吉神の影響力が次第に強くなり、『平記』長暦元年（1037年）条によれば、住吉の神司宮人らの主張により祭場が元の「熊河尻」から新しく住吉の「台家浜」に移されたという。元来の祭場の位置を知る史料はこれのみになるが、この「熊河尻」の所在地は詳らかでない。考古資料としては、五反島遺跡（吹田市南吹田）で古代の川中から銅鏡・鉄鏃など祭祀具が多数出土していることから八十島祭との関連を指摘する説があるが、人形・銅鈴の出土が見られない点や海でなく川である点・難波の地域外である点などから否定的な意見もあり詳らかでない。
なお、光仁天皇以前の多くの天皇も大嘗祭の翌年に難波に行幸したことが知られ、これが八十島祭の斎行に関わるものだとすれば、八十島祭は少なくとも7世紀には遡るとされる。その場合、かつては天皇自らが祭場に赴くべき祭儀であったことになる。また、この八十島祭の淵源がさらに5世紀の河内王朝の時代まで遡ると見る説や、祭と難波宮との関連を推測する説もある。

## 一覧
| 代 | 天皇       | 即位年月                 | 難波宮行幸年月          | 難波宮行幸年月          | 備考                 |
| -- | ---------- | ------------------------ | ----------------------- | ----------------------- | -------------------- |
| 42 | 文武天皇   | 文武天皇元年（697年）8月 | 文武天皇3年（699年）1月 | 文武天皇3年（699年）1月 |                      |
| 43 | 元明天皇   | 慶雲4年（707年）7月      | 和銅2年（709年）        | 和銅2年（709年）        |                      |
| 44 | 元正天皇   | 霊亀元年（715年）9月     | 養老元年（717年）2月    | 養老元年（717年）2月    |                      |
| 45 | 聖武天皇   | 神亀元年（724年）2月     | 神亀2年（725年）10月    | 神亀2年（725年）10月    |                      |
| 46 | 孝謙天皇   | 天平勝宝元年（749年）7月 | 天平勝宝2年（750年）1月 | 天平勝宝2年（750年）1月 |                      |
| 47 | 淳仁天皇   | 天平宝字2年（758年）8月  |                         |                         |                      |
| 48 | 称徳天皇   | 天平宝字8年（764年）10月 |                         |                         | 孝謙天皇重祚         |
| 49 | 光仁天皇   | 宝亀元年（770年）10月    | 宝亀2年（771年）2月     | 宝亀2年（771年）2月     |                      |
| 50 | 桓武天皇   | 天応元年（781年）4月     |                         |                         |                      |
| 51 | 平城天皇   | 大同元年（806年）5月     |                         |                         |                      |
| 52 | 嵯峨天皇   | 大同4年（809年）4月      |                         |                         |                      |
| 53 | 淳和天皇   | 弘仁14年（823年）4月     |                         |                         |                      |
| 54 | 仁明天皇   | 天長10年（833年）3月     |                         |                         |                      |
| 代 | 天皇       | 即位年月                 | 八十島祭斎行年月        | 回                      | 備考                 |
| 55 | 文徳天皇   | 嘉祥3年（850年）4月      | 嘉祥3年（850年）9月     | 1                       | 史料上最初の八十島祭 |
| 56 | 清和天皇   | 天安2年（858年）11月     |                         |                         |                      |
| 57 | 陽成天皇   | 貞観19年（877年）1月     |                         |                         |                      |
| 58 | 光孝天皇   | 元慶8年（884年）2月      | 仁和元年（885年）4月    | 2                       |                      |
| 59 | 宇多天皇   | 仁和3年（887年）11月     |                         |                         |                      |
| 60 | 醍醐天皇   | 寛平9年（897年）7月      | 昌泰元年（898年）6月    | 3                       |                      |
| 61 | 朱雀天皇   | 延長8年（930年）11月     | 承平3年（933年）6月     | 4                       |                      |
| 62 | 村上天皇   | 天慶9年（946年）4月      | 天暦元年（947年）11月   | 5                       |                      |
| 63 | 冷泉天皇   | 康保4年（967年）10月     | 安和2年（969年）5月     | 6                       |                      |
| 64 | 円融天皇   | 安和2年（969年）9月      |                         |                         |                      |
| 65 | 花山天皇   | 永観2年（984年）10月     |                         |                         |                      |
| 66 | 一条天皇   | 寛和2年（986年）7月      |                         |                         |                      |
| 67 | 三条天皇   | 寛弘8年（1011年）10月    | 長和2年（1013年）10月   | 7                       |                      |
| 68 | 後一条天皇 | 長和5年（1016年）2月     | 寛仁元年（1017年）12月  | 8                       |                      |
| 69 | 後朱雀天皇 | 長元9年（1036年）7月     | 長暦元年（1037年）9月   | 9                       |                      |
| 70 | 後冷泉天皇 | 寛徳2年（1045年）4月     |                         |                         |                      |
| 71 | 後三条天皇 | 治暦4年（1068年）7月     | 延久元年（1069年）10月  | 10                      |                      |
| 72 | 白河天皇   | 延久4年（1072年）12月    |                         |                         |                      |
| 73 | 堀河天皇   | 応徳3年（1086年）12月    | 寛治元年（1087年）12月  | 11                      |                      |
| 74 | 鳥羽天皇   | 嘉承2年（1107年）12月    | 天仁2年（1109年）11月   | 12                      |                      |
| 75 | 崇徳天皇   | 保安4年（1123年）2月     | 天治元年（1124年）12月  | 13                      |                      |
| 76 | 近衛天皇   | 永治元年（1141年）12月   | 康治2年（1143年）11月   | 14                      |                      |
| 77 | 後白河天皇 | 久寿2年（1155年）10月    | 保元2年（1157年）11月   | 15                      |                      |
| 78 | 二条天皇   | 保元3年（1158年）12月    | 永暦元年（1160年）12月  | 16                      |                      |
| 79 | 六条天皇   | 永万元年（1165年）7月    | 仁安2年（1167年）12月   | 17                      |                      |
| 80 | 高倉天皇   | 仁安3年（1168年）3月     | 嘉応元年（1169年）11月  | 18                      |                      |
| 81 | 安徳天皇   | 治承4年（1180年）4月     |                         |                         |                      |
| 82 | 後鳥羽天皇 | 元暦元年（1184年）7月    | 建久2年（1191年）11月   | 19                      |                      |
| 83 | 土御門天皇 | 建久9年（1198年）3月     | 元久2年（1205年）8月    | 20                      |                      |
| 84 | 順徳天皇   | 承元4年（1210年）12月    | 承久2年（1220年）11月   | 21                      |                      |
| 85 | 仲恭天皇   |                          |                         |                         |                      |
| 86 | 後堀河天皇 | 承久3年（1221年）12月    | 元仁元年（1224年）12月  | 22                      | 最後の八十島祭       |